# Agrypon satoi
Agrypon satoi là một loài tò vò trong họ Ichneumonidae.